# Kyllinga
Kyllinga är ett släkte av halvgräs. Kyllinga ingår i familjen halvgräs.

## Bildgalleri

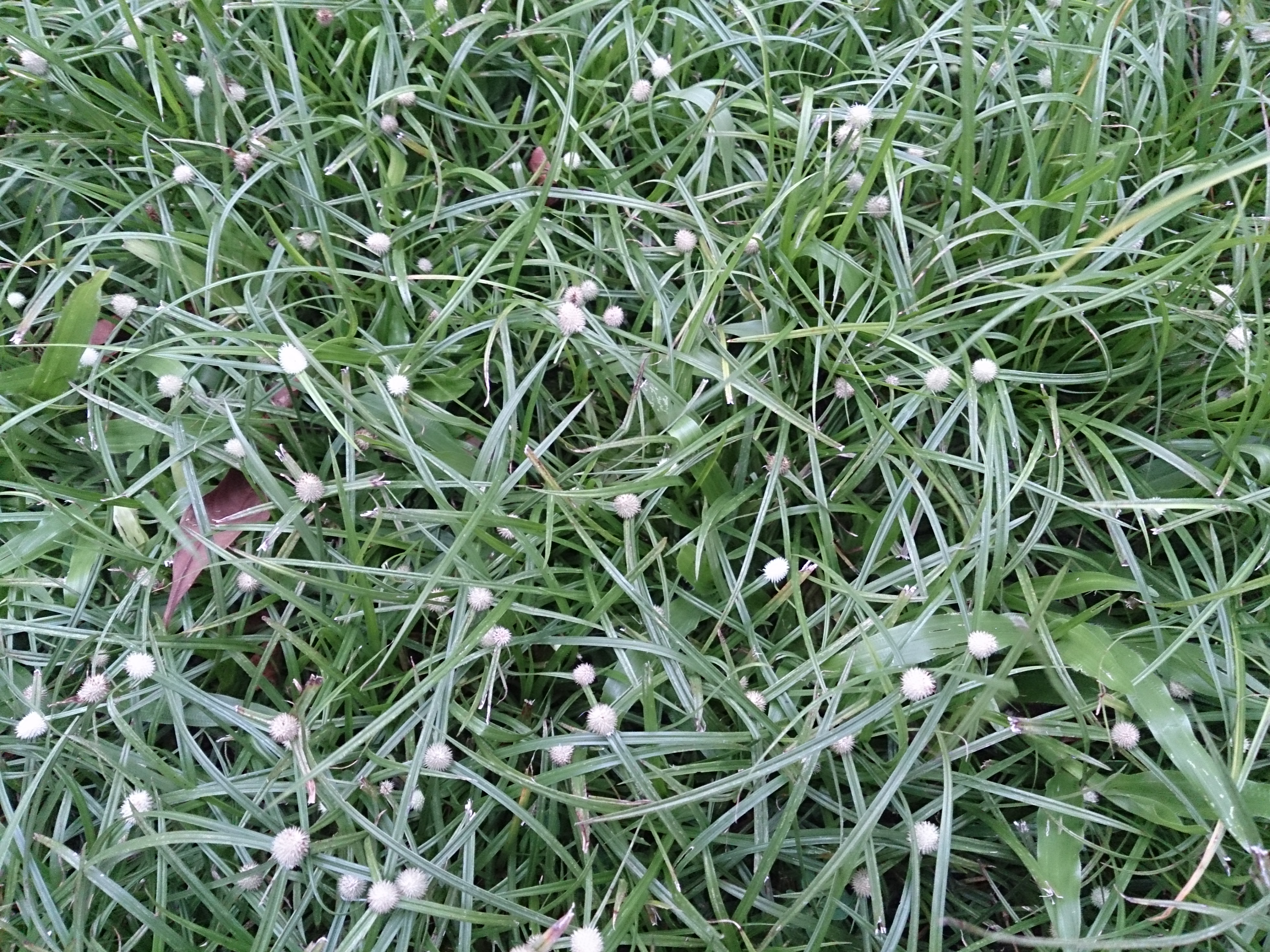
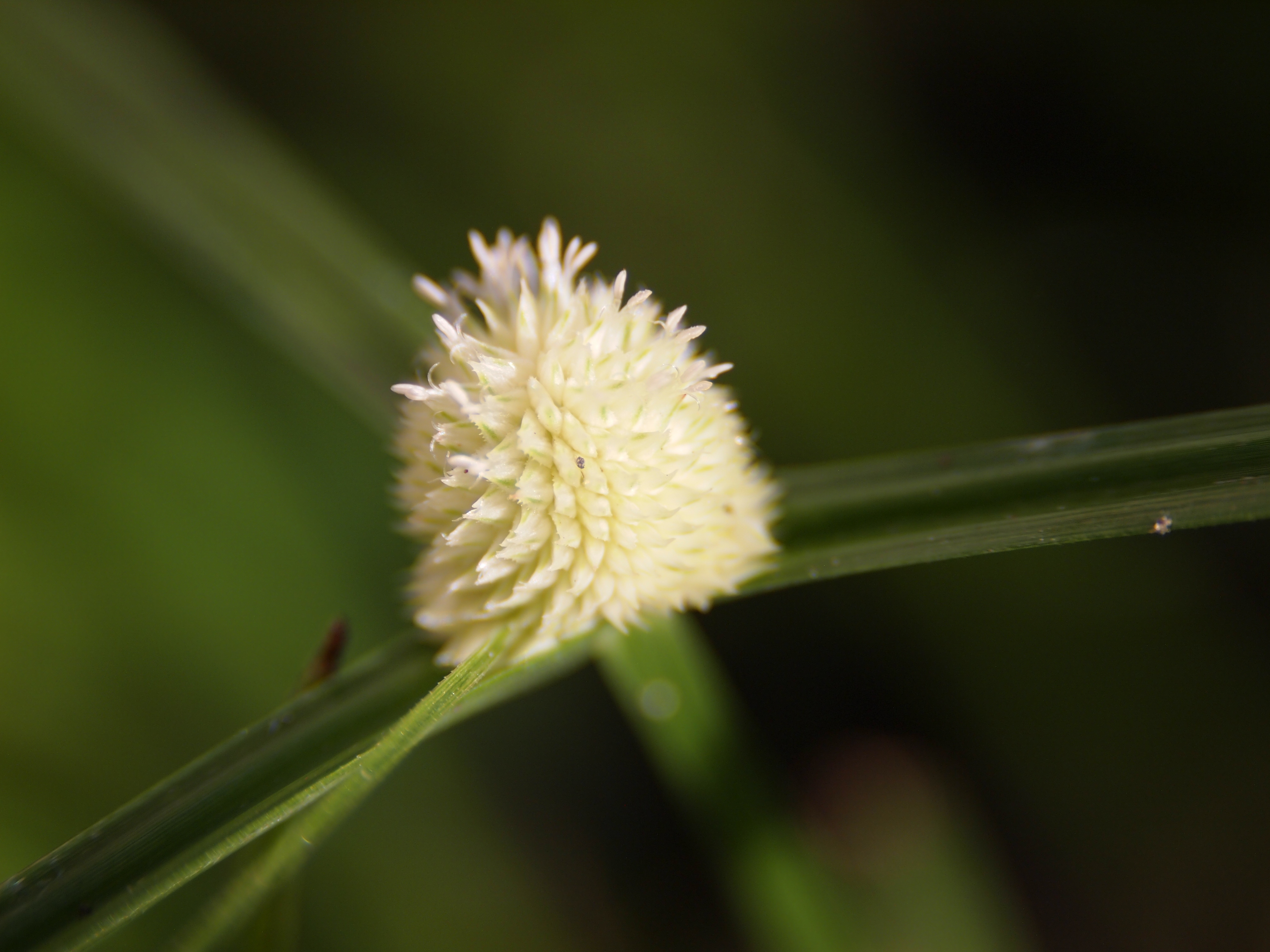
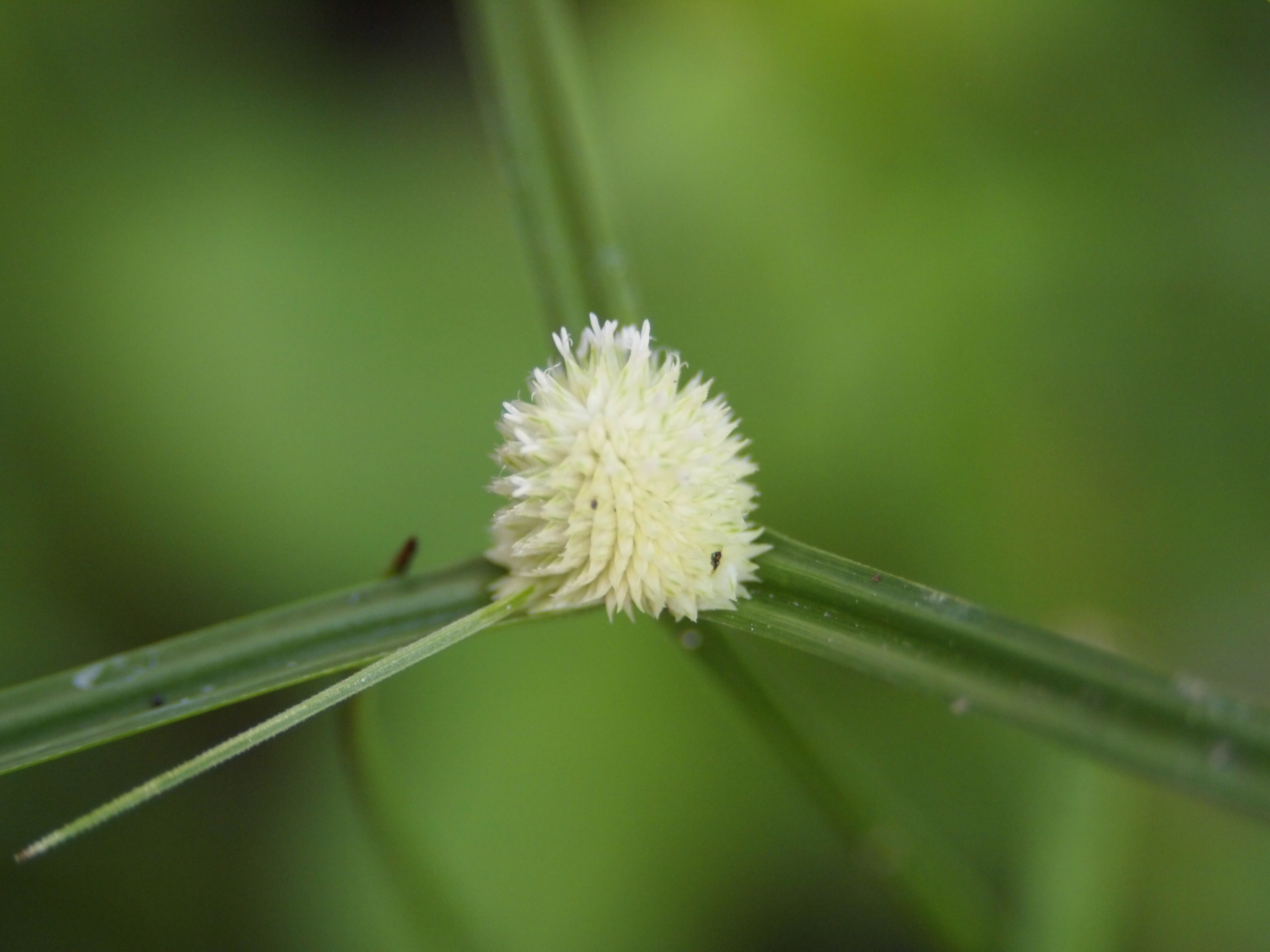
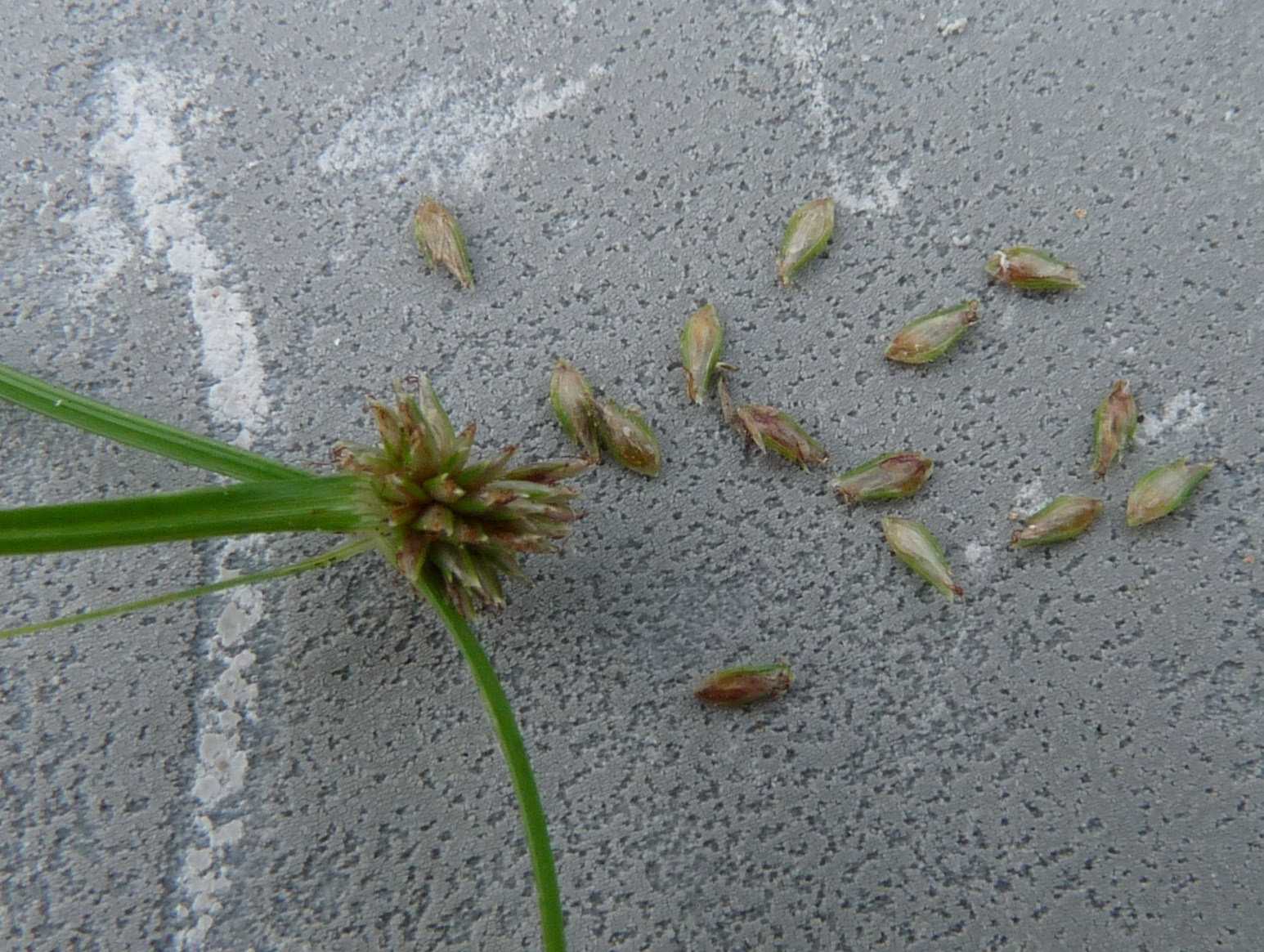
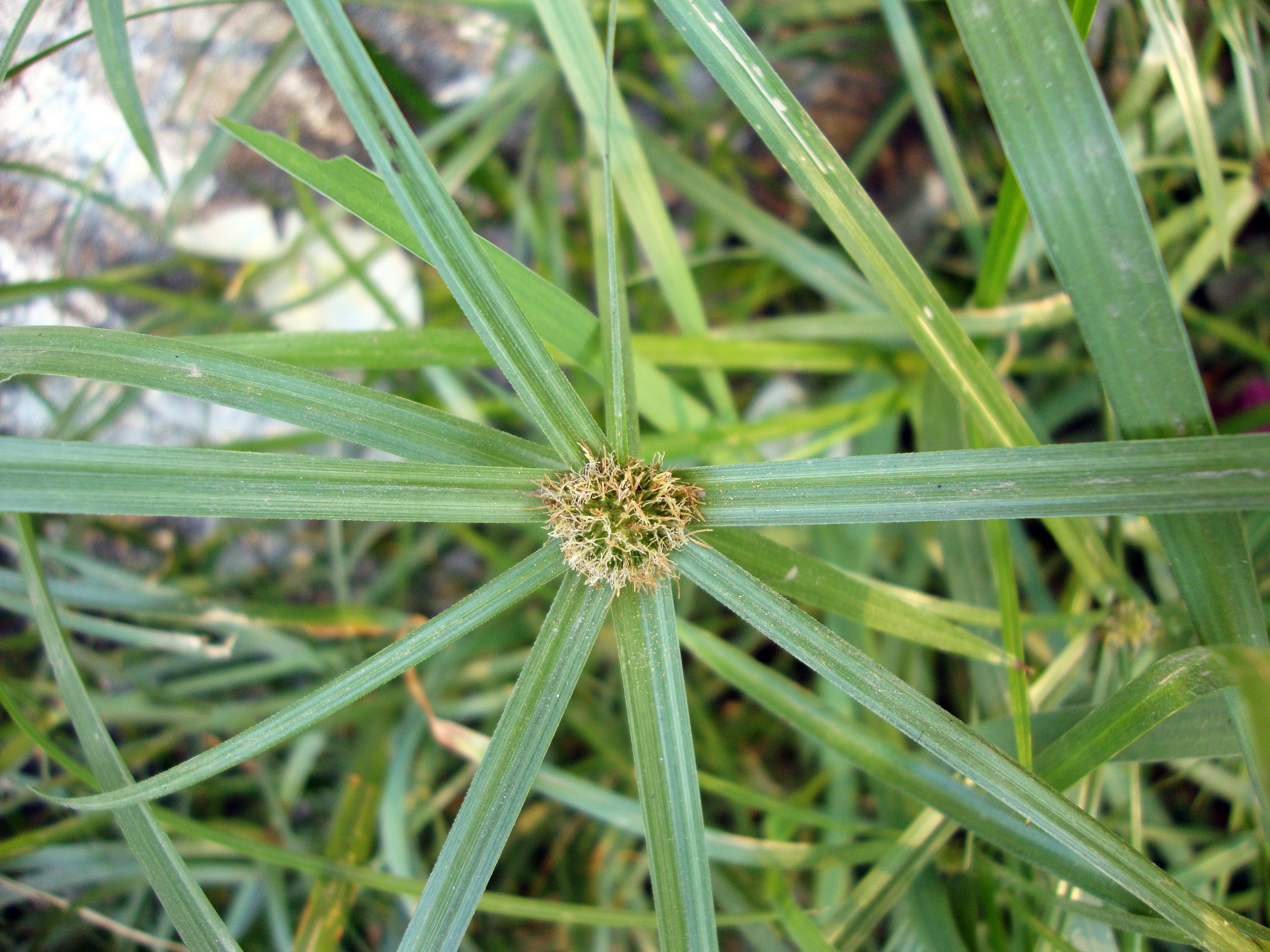
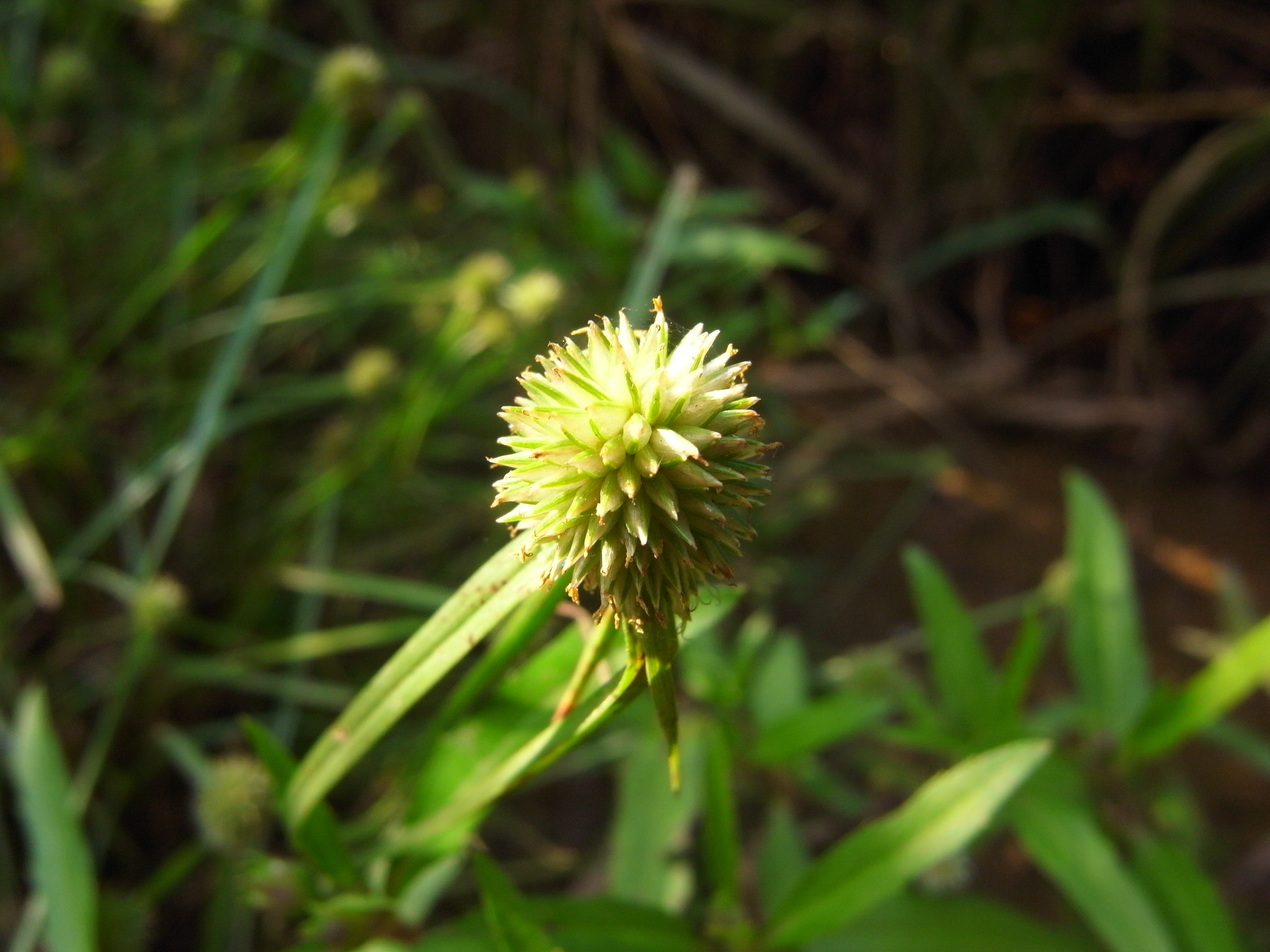

## Dottertaxa tillKyllinga, i alfabetisk ordning[1]
- Kyllinga afro-occidentalis
- Kyllinga afropumila
- Kyllinga alba
- Kyllinga alba-purpurea
- Kyllinga albiceps
- Kyllinga albogracilis
- Kyllinga aureovillosa
- Kyllinga beninensis
- Kyllinga bigibbosa
- Kyllinga brevifolia
- Kyllinga brunneoalata
- Kyllinga brunneoalba
- Kyllinga buchananii
- Kyllinga bulbosa
- Kyllinga cardosii
- Kyllinga cartilaginea
- Kyllinga chlorotropis
- Kyllinga chrysantha
- Kyllinga chrysanthoides
- Kyllinga comosipes
- Kyllinga controversa
- Kyllinga coriacea
- Kyllinga crassipes
- Kyllinga curvispiculosa
- Kyllinga debilis
- Kyllinga echinata
- Kyllinga eglandulosa
- Kyllinga elata
- Kyllinga erecta
- Kyllinga exigua
- Kyllinga eximia
- Kyllinga filicula
- Kyllinga flava
- Kyllinga gracillima
- Kyllinga inaurata
- Kyllinga jubensis
- Kyllinga kamschatica
- Kyllinga kilianii
- Kyllinga lehmannii
- Kyllinga mbitheana
- Kyllinga melanosperma
- Kyllinga microbracteata
- Kyllinga microbulbosa
- Kyllinga microstyla
- Kyllinga nemoralis
- Kyllinga nervosa
- Kyllinga ngothe
- Kyllinga nigripes
- Kyllinga nudiceps
- Kyllinga oblonga
- Kyllinga odorata
- Kyllinga pachystyla
- Kyllinga pauciflora
- Kyllinga peteri
- Kyllinga planiculmis
- Kyllinga platyphylla
- Kyllinga pluristaminea
- Kyllinga polyphylla
- Kyllinga pseudobulbosa
- Kyllinga pulchella
- Kyllinga pumila
- Kyllinga rhizomafragilis
- Kyllinga robinsoniana
- Kyllinga ruwenzoriensis
- Kyllinga senegalensis
- Kyllinga songeensis
- Kyllinga squamulata
- Kyllinga stenophylla
- Kyllinga tanzaniae
- Kyllinga tenuifolia
- Kyllinga tibialis
- Kyllinga tisserantii
- Kyllinga tisserantioides
- Kyllinga ugogensis
- Kyllinga uniflora
- Kyllinga urbanii
- Kyllinga vaginata